# Die Schwarze Hand (Straßburg)
Die Schwarze Hand (französisch La Main Noire) war eine Straßburger Widerstandsgruppe, die im September 1940 gegründet und von Marcel Weinum angeführt wurde. Die meisten ihrer 25 Mitglieder waren zwischen 14 und 18 Jahre alt. Einige von ihnen gehörten dem Knabenchor des Straßburger Münsters an. Fast alle waren Lehrlinge und stammten aus dem Arbeitermilieu. In den meisten Fällen handelten sie ohne das Einverständnis ihrer Eltern. Fast alle waren aufgrund der Annexion des Elsass gezwungenermaßen Mitglieder der Hitlerjugend.
Diese ohne Beihilfe eines Erwachsenen gegründete Widerstandsgruppe war in mehrere eigenständige Zellen unterteilt und besaß Waffen und Räumlichkeiten. Sie war spezialisiert auf Gegenpropaganda, Sabotage und Spionage für die Britische Botschaft.
Marcel Weinum wurde zusammen mit neun Kameraden im März 1942 vor ein Straßburger Sondergericht gestellt. Der Chef der Gruppe wurde zum Tode verurteilt und am 14. April 1942 in Stuttgart geköpft.

## Geschichte
Seit Oktober 1940 malte die Schwarze Hand Lothringerkreuze und patriotische Parolen auf viele Straßburger Wände. Ab November sabotierte die Organisation Eisenbahneinrichtungen und Sendestationen der Wehrmacht, raubte parkende deutsche Autos aus, zerstach die Reifen und ergriff Waffen, Papiere und Benzingutscheine.
Im Dezember 1940 begann die Schwarze Hand Granaten gegen Schaufenster zu werfen, hinter denen sich ein Foto oder eine Büste Adolf Hitlers befand. Mehrere Händler zogen es daraufhin vor, eine hohe Geldstrafe zu riskieren, anstatt ein zerschmettertes Schaufenster zu haben. Die Gruppe stöberte in den verlassenen Wehranlagen der Maginot-Linie und fand alle möglichen Munitionen – Patronen, Granaten und Dynamit, die sie in der Nähe der Elternhäuser versteckten.
1941 mietete Marcel Weinum eine Wohnung, die er mit dem Geld aus Einbrüchen in mehrere Büros von NS-Organisationen finanzierte. Mit seiner Schreibmaschine schrieb er Flugblätter, die auf Straßen verstreut, in Briefkästen geworfen, an Mauern geklebt und sogar einigen deutschen Persönlichkeiten per Post geschickt wurden.
Im April 1941 fanden Marcel Weinum und Lucien Entzmann einen Bestand Munition in einer Militäranlage. Am 8. Mai 1941, gegen 22 Uhr, warfen Marcel Weinum und Albert Uhlrich jeweils eine Granate auf die Windschutzscheibe des offiziellen Autos des Gauleiters Robert Wagner, das gerade zwischen dem Kleberplatz und dem Studentenplatz parkte. Das Auto wurde vollkommen zerstört und der Gauleiter, Chef der Zivilverwaltung im Elsass, der sich gerade in einem Café befand, entkam knapp seinem sicheren Tod.
Marcel Weinum und Ceslav Sieradzki wurden am 20. Mai 1941 an der schweizerischen Grenze verhaftet, als sie versuchten, nach Basel zu gelangen, um von der Britischen Botschaft Geld für die Fortsetzung des Kampfes gegen den Nationalsozialismus zu erbitten. Die gesamte Gruppe wurde im Juli verhaftet und mehrere Mitglieder der Schwarzen Hand wurden in das Sicherungslager Schirmeck-Vorbruck geschickt.
Am Morgen des 12. Dezember 1941 wurde Ceslav Sieradzki ebenfalls nach Schirmeck gebracht. Albert Uhlich sah am selben Tag, wie sein Kamerad von den Kapos geschlagen wurde. Er bezeugt, dass der junge Mann unter den Schlägen „Vive la France!“ („Es lebe Frankreich!“) schrie. Wenige Stunden später wurde per Lautsprecher verkündet, dass Ceslav Sieradzki „wegen Widerstand“ erschossen worden sei. Erstmals benutzten die Nazis damit im Elsass das Wort „Widerstand“. Das polnische Waisenkind war der erste elsässische Widerstandskämpfer, der für Frankreich in den Tod ging. Er wurde ohne vorausgegangenen Prozess durch Genickschuss getötet.
Zehn Mitglieder der Schwarzen Hand wurden am 27. März 1942 vor ein Sondergericht in Straßburg gestellt. Marcel Weinum wurde zum Tode verurteilt und am 14. April 1942 in Stuttgart enthauptet. Alle anderen wurden zu Gefängnisstrafen verurteilt. Einige von ihnen wurden nach einer Weile freigelassen und dem Reichsarbeitsdienst zugeführt. Die 14 Jungen, die keinem Prozess unterzogen wurden, erfuhren in Schirmeck von Marcel Weinums Enthauptung. Zwölf von ihnen wurden freigelassen und ebenfalls in den Reichsarbeitsdienst eingezogen.

## Mitglieder der Schwarzen Hand
- Marcel Weinum
- Albert Adam
- Lucien Albrecht
- Jean-Jacques Bastian
- Robert Bildstein
- Lucien Entzmann
- Marcel Keller
- René Kleinmann
- André Kleinmann
- Jean Kuntz
- Charles Lebold
- Aimé Martin
- Bernard Martz
- André Mathis
- René Meyer
- François Mosser
- Xavier Nicole
- Ceslav Sieradzki
- René Spengler
- Albert Uhlrich
- Jean Voirol

## Das Gedenken an die Schwarze Hand
Im Oktober 2007 erschien das von Gérald Pfister verfasste Buch Marcel Weinum et la Main Noire mit einem Vorwort von Pierre Sudreau, Präsident der Widerstandsstiftung (Fondation de la Résistance) und einer Einleitung von  Alfred Grosser. Es brachte die inzwischen fast vergessene Widerstandsgruppe wieder ans Licht der Öffentlichkeit.
Diese Publikation stützt sich zu großen Teilen  auf die wertvollen Dokumente und Augenzeugenberichte des 2009 verstorbenen René Kleinmann, enger Freund von Marcel Weinum und zusammen mit seinem Bruder André einer der ersten Mitglieder der Schwarzen Hand. Viel ist auch den langjährigen Forschungen zu verdanken, die Marie Brassart-Georg, Journalistin bei den Dernières Nouvelles d’Alsace, insbesondere im Hinblick auf das Gedenken an Ceslav Sieradzki durchgeführt hat.
Die fünf Überlebenden der Schwarzen Hand haben im November 2007 vom Präsidenten des Gemeindeverbandes Straßburg Robert Grossmann die Ehrenmedaille der Stadt überreicht bekommen. Jean-Jacques Bastian wurde zum Ritter der Ehrenlegion ernannt.
Im selben Jahr beschloss Robert Grossmann, eine Gedenktafel auf einer Mauer des Collège Saint-Etienne in Straßburg anzubringen. Diese wurde 2008 vom neugewählten Bürgermeister Roland Ries eingeweiht.

## Filmografie
Ein 52 Minuten langer Dokumentarfilm wurde 2010 unter dem Titel La Main Noire von Jean-Baptiste Frappat (Autoren: Jean-Baptiste Frappat und Daniel Psenny) auf Grundlage des Buches von Gerard Pfister Marcel Weinum et la Main Noire realisiert. Er wurde von JEM Productions und France 3 Alsace koproduziert mit der Unterstützung der Region Elsass.